# Lago Blanco (Chubut)
Lago Blanco es una localidad y comuna rural del sudoeste de la provincia del Chubut, Argentina, dentro del departamento Río Senguer.
Pequeña localidad del sudoeste de la provincia de Chubut, ubicada bien al límite con Santa Cruz, con muy pocos habitantes, apenas superando los 200, emplazada en el Valle Huemules, pegada al Lago que lleva su mismo nombre. Fueron Steinfeld y Botello, empleados y colaboradores del perito Francisco Moreno que les encomendó como parte de sus expediciones al sur, explorar la región y así Steinfeld es quien nombra al lago así como al emplazamiento, pero pasarían 8 años hasta que Julio Koslowsky se convierta en el primer habitante de la localidad de Lago Blanco.
Se encuentra sobre la ruta provincial 55, a escasos km del límite con la provincia de Santa Cruz, y a mediana distancia del Paso Internacional Huemules, con Chile.

## Población
Contó con 194 habitantes (Indec, 2010), lo que representó un descenso del 17% frente a los 234 habitantes (Indec, 2001) del censo anterior. La población se compuso de 98 varones y 96 mujeres índice de masculinidad del 102.08%. En tanto, las viviendas pasaron a ser 115.
Tras el censo de 2022 se conoció un crecimiento sostenido de la localidad con 227 habitantes y unas 113 viviendas.
| Gráfica de evolución demográfica de Lago Blanco entre 1991 y 2022 |
|                                                                   |
| Fuente: Censos nacionales del INDEC                               |